# بلونت (ویرجینیای غربی)
بلونت (به انگلیسی: Blount) یک منطقهٔ مسکونی در ایالات متحده آمریکا است که در شهرستان کاناوا، ویرجینیای غربی واقع شده‌است. بلونت  ۲۴۱٫۱ متر بالاتر از سطح دریا واقع شده‌است.